# Allégations de génocide des Ukrainiens lors de l'invasion russe de l'Ukraine
Au cours de l'invasion russe de l'Ukraine en 2022, des crimes de guerre ont lieu, parmi lesquels des violences sexuelles, de la torture, des exécutions extrajudiciaires et pillages. Plusieurs Parlements nationaux — notamment ceux de Pologne, d'Ukraine, d'Estonie et de Lettonie — déclarent qu'un génocide a lieu. Des experts des génocides, notamment Eugene Finkel,, Timothy Snyder et Gregory Stanton, et des experts juridiques comme Otto Luchterhandt (de) et Zakhar Tropin affirment qu'en plus des actes requis par la définition du génocide, il y a une intention génocidaire, la réunion des deux établissant le génocide. L'avocat des droits de l'homme Juan E. Méndez déclare le 4 mars 2022 que l'allégation de génocide vaut la peine d'être examinée, mais ne doit pas être présumée ; et le spécialiste du génocide Alexander Hinton affirme le 13 avril que la rhétorique génocidaire du président russe Vladimir Poutine doit être liée aux crimes de guerre afin d'établir l'intention génocidaire.

## Contexte

### Définition de génocide
En vertu de la Convention pour la prévention et la répression du crime de génocide de 1948, le génocide requiert à la fois une intention génocidaire ("l'intention de détruire, en tout ou en partie") et des actes accomplis pour détruire "un groupe national, ethnique, racial ou religieux" avec cette intention ; les actes peuvent être l'un des suivants :
(a) Tuer des membres du groupe ;
(b) Atteinte grave à l'intégrité physique ou mentale de membres du groupe ;
(c) Infliger délibérément au groupe des conditions de vie devant entraîner sa destruction physique totale ou partielle ;
(d) Imposer des mesures destinées à empêcher les naissances au sein du groupe;
(e) Transfert forcé d'enfants du groupe à un autre groupe.|Convention pour la prévention et la répression du crime de génocide, article 2

### Crimes de guerre lors de l'invasion russe de l'Ukraine

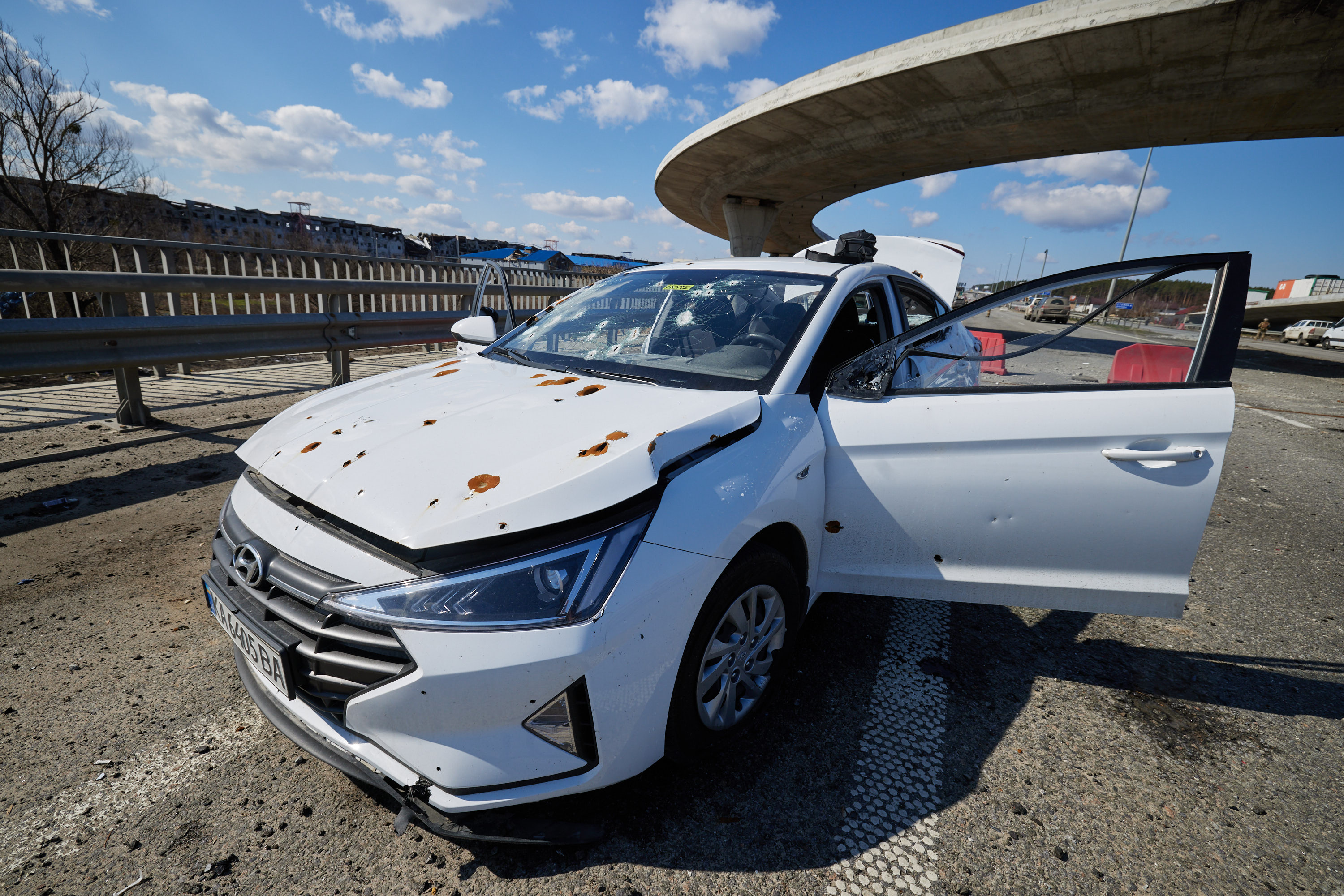
Une voiture civile avec des impacts de balle dans les abords de Irpin, dans l'oblast de Kiev.

Les organisations de défense des droits humains Amnesty International et Human Rights Watch ont enregistré des cas massifs de crimes commis par les Forces armées russes contre des civils dans les territoires occupés par les Forces armées russes pendant l'invasion russe de l'Ukraine en 2022, y compris la torture, les exécutions, le viol et le pillage,,,. Après le massacre de Boutcha, Agnès Callamard, secrétaire général d'Amnesty International, a déclaré que les crimes commis « ne sont pas des incidents isolés et font probablement partie d'un ensemble encore plus vaste de crimes de guerre, notamment des exécutions extrajudiciaires, des actes de torture et des viols dans d'autres régions occupées d'Ukraine ». Selon le Dr Jack Watling du Royal Joint Institute for Defence Studies, ces actions font partie de la doctrine russe de la guerre antiguérilla. Son but est « de se venger sur la population de l'audace de résister ». Watling a noté que des tactiques similaires ont été utilisées dans la seconde guerre de Tchétchénie, dans le conflit afghan et pendant la Seconde Guerre mondiale.

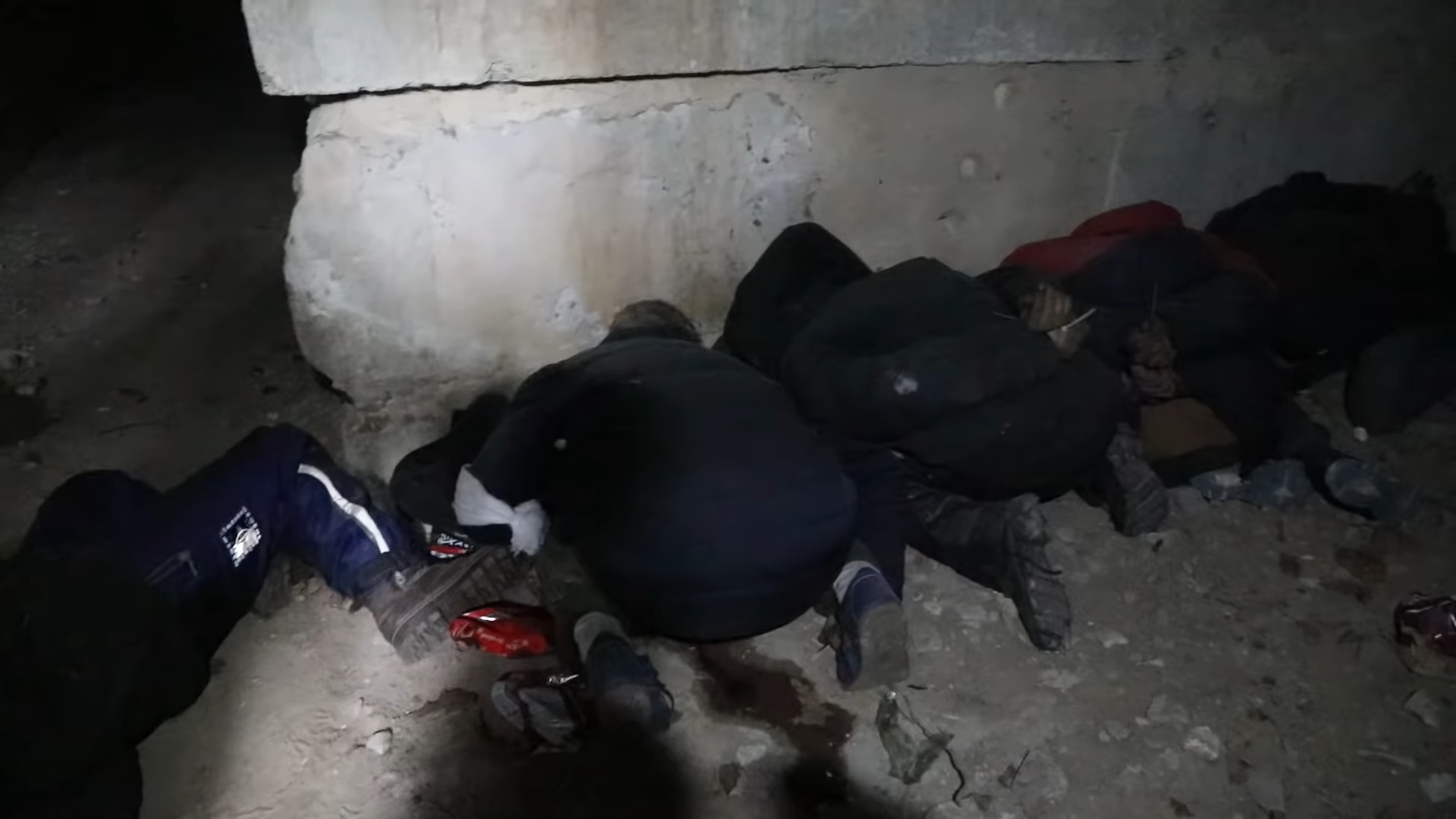
Des civils fusillés dans un sous-sol d'une des maisons de Boutcha.

La nature organisée des meurtres de civils a également été signalée par des représentants des services de renseignement de la Grande-Bretagne et de l'Allemagne. Le chef du renseignement britannique MI6, Richard Moore, à propos des meurtres à Bucha, a noté : « Nous savions que les plans de Poutine pour l'invasion incluaient des exécutions extrajudiciaires par l'armée et des prestations de service. » Le 7 avril, le magazine allemand Der Spiegel a publié les données d'un rapport du renseignement allemand au Bundestag produit le 6 avril. Selon les données d'interceptions radio communiquées par les parlementaires, des militaires russes ont tué des civils et exécuté des prisonniers de guerre ukrainiens après avoir qu’ils aient subi un interrogatoire. Ce qui y était décrit correspondait à l'emplacement des corps retrouvés à Boutcha. Der Spiegel est arrivé à la conclusion qu'ils montraient que les massacres n'étaient ni des actions aléatoires ni une initiative populaire de certains militaires. Beaucoup plus vraisemblablement, ces documents indiquent que les meurtres de civils pourraient faire partie d'une « stratégie claire » pour « intimider la population civile et réprimer la résistance »,.
La Fédération internationale pour les droits humains et son affilié en Ukraine, le Centre pour les libertés civiles (CSF), ont rapporté des preuves du transfert forcé de civils par l'armée russe de Marioupol assiégé par la Russie, des oblasts de Donetsk et Louhansk, et de Crimée en les envoyant dans des camps de filtration. Selon le CSF, des familles ont été séparées, des documents et des téléphones ont été confisqués. Selon le CSF, les forces russes ont également empêché les civils de traverser les couloirs humanitaires vers les parties non occupées de l'Ukraine, ouvrant le feu sur eux. Selon des responsables ukrainiens, la même pratique a été utilisée par les troupes russes dans les oblasts de Soumy, Kharkiv et Kiev.
Le directeur d'Amnesty International Ukraine, dans une interview accordée à Deutsche Welle le 4 avril 2022, a accusé la Russie d'utiliser des tactiques ciblées pour épuiser la population civile dans les villes assiégées, coupant délibérément l'accès à la nourriture, à l'eau, à l'électricité et à l'approvisionnement du chauffage, les amenant à une catastrophe humanitaire. Il y a eu des cas signalés de blocage de couloirs humanitaires, de bombardements d'autobus, de meurtres de civils qui tentaient de quitter les villes assiégées.

## Reconnaissance législative

Pays qui reconnaissent officiellement le génocide des Ukrainiens lors de l'invasion russe de l'Ukraine en 2022 comme un acte de génocide (2022).

Le 23 mars 2022, la Sejm de Pologne a adopté une résolution sur la commission par la Russie de crimes de guerre, de crimes contre l'humanité et de violations des droits de l'homme sur le territoire de l'Ukraine. Conformément à la résolution, la Pologne a condamné les actes de génocide et autres violations du droit international commis par les troupes russes sur le territoire de l'Ukraine. La résolution stipule que ces crimes ont été commis « sur les ordres du commandant en chef militaire, le président Vladimir Poutine ».
Le 14 avril 2022, la Verkhovna Rada d'Ukraine a adopté une résolution, « Sur la commission d'un génocide en Ukraine par la fédération de Russie », dans laquelle les actions des troupes russes et des dirigeants russes en Ukraine sont reconnues comme un génocide du peuple ukrainien,,,. Conformément à la déclaration de la Rada sur la résolution, les actes de génocide commis par la Russie comprenaient :
- les atrocités de masse commises par les troupes russes dans les territoires temporairement occupés
- les cas systématiques de meurtres délibérés de civils
- les déportations massives de la population civile
- le transfert des enfants ukrainiens déplacés dans le système éducatif de la fédération de Russie
- la saisie et la destruction ciblée d'infrastructures économiques
- les actions systémiques de la fédération de Russie, conçues pour la destruction progressive du peuple ukrainien

Liste des pays qui reconnaissent les événements en cours en Ukraine comme un génocide :
- Ukraine[25]
- Pologne (reconnaissance indirecte)[3]
- Estonie[5]
- Lettonie[6],[26]
- Canada[27]

## Déclarations de responsables et d'organisations

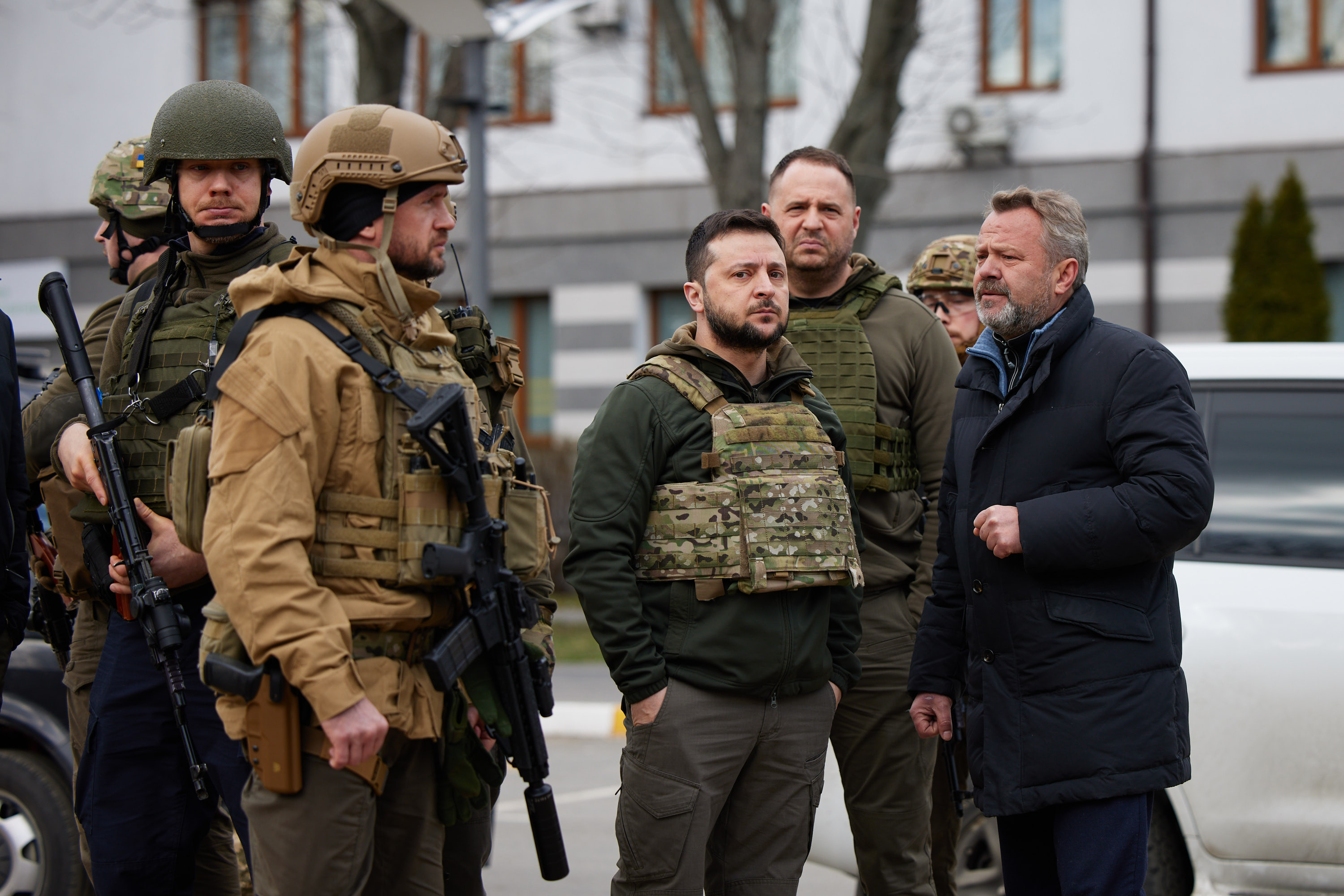
Le Président Volodymyr Zelensky, au centre, durant un voyage à Boutcha, dans la région de Kiev.

Quelques jours après la découverte des preuves du massacre de Boutcha, le président ukrainien Volodymyr Zelensky a déclaré que l'Ukraine était en train de subir une tentative de génocide. Le président polonais Andrzej Duda, le Premier ministre polonais Mateusz Morawiecki, le Premier ministre espagnol Pedro Sànchez, le président colombien Iván Duque, le président américain Joe Biden, et le Premier ministre du Canada Justin Trudeau ont également qualifié la situation en Ukraine de génocide. Le Premier ministre britannique Boris Johnson a déclaré que « les atrocités commises à Boutcha ne sont pas loin d'être un génocide »,,,.,,,
Le 13 avril 2022, le président français Emmanuel Macron a dit vouloir être « prudent avec les termes », s'interrogeant sur l'utilité de « l'escalade des mots » pour mettre fin à la guerre, précisant que « la Russie a lancé unilatéralement une guerre brutale, et il est désormais établi que des crimes de guerre ont été commis par l'armée russe » le Président Zelensky a critiqué la caractérisation de Macron.
Le Conseil panukrainien des Églises et des organisations religieuses a appelé tous les États du monde à reconnaître le génocide du peuple ukrainien lors de l'invasion russe de 2022 et à condamner l'idéologie du « monde russe ».

## Débat

### Allégations d'intention génocidaire

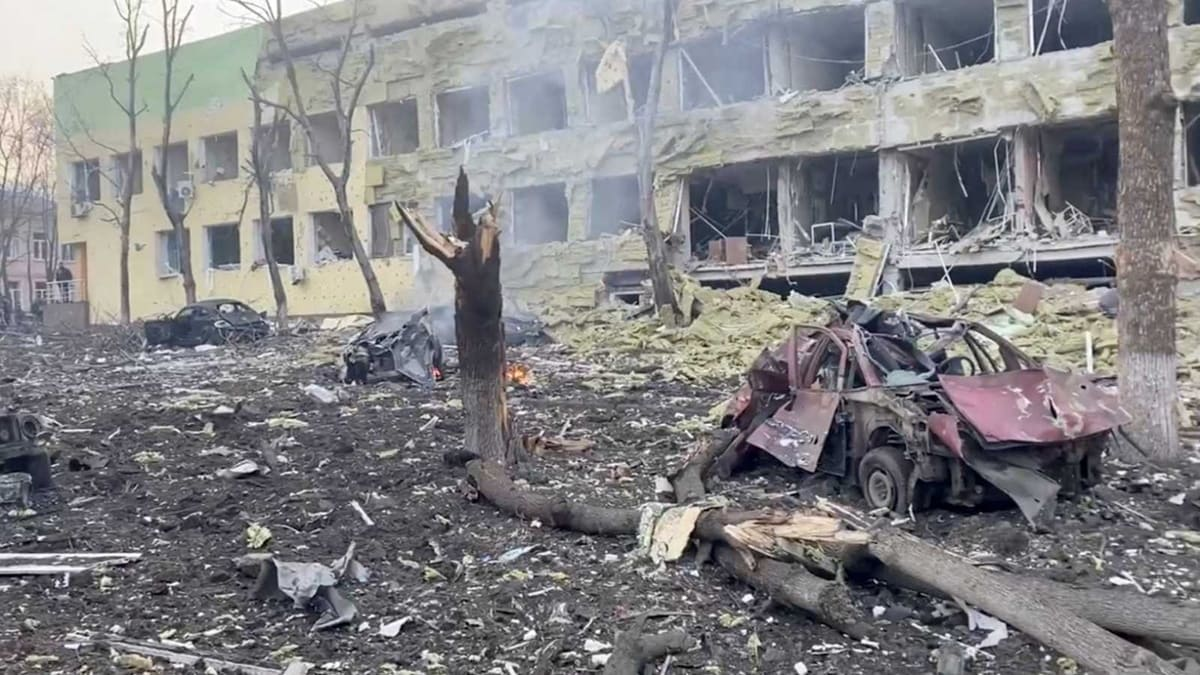
A hospital in Mariupol after an airstrike

Des universitaires, dont Eugene Finkel et Timothy Snyder ont affirmé qu'en plus des actes requis par la définition du génocide, il y avait une intention génocidaire, établissant ensemble la notion de génocide.
Le 5 avril 2022, le spécialiste de l'Holocauste Eugene Finkel a affirmé qu'après la résistance des forces armées ukrainiennes à la phase initiale de l'invasion russe de 2022, les objectifs de l'invasion ont évolué. Selon Finkel, les preuves combinées de crimes de guerre généralisés, y compris le massacre de Boutcha, ainsi que les preuves « abondantes » d'intention génocidaire, comme l'illustre l'essai What Russia should do with Ukraine publié dans RIA Novosti par Timofey Sergeytsev le démontrent.
Le 8 avril 2022, l'historien de l'Europe de l'Est et de l'Holocauste, Timothy Snyder, a décrit l'essai What Russia should do with Ukraine comme « un programme explicite pour l'élimination complète de la nation ukrainienne en tant que telle ». ". Selon Snyder, Sergeytsev présente la définition russe de « nazi » comme étant « un Ukrainien qui refuse d'admettre être un Russe », et toute « affinité pour la culture ukrainienne ou pour l'Union européenne » est considérée comme du « nazisme ». Ainsi, selon Snyder, le document définit les Russes comme n'étant pas des nazis, et justifie l'utilisation des méthodes du fascisme contre les Ukrainiens tout en appelant les méthodes « dénazification ». Snyder décrit le document comme « l'un des documents les plus ouvertement génocidaires [qu'il ait] jamais vus », déclarant que le document demande que la majorité des Ukrainiens, vingt millions de personnes, soient tués ou envoyés dans des camps de travail. Snyder soutient que le document de Sergeytsev, publié deux jours après que les informations sur le massacre de Boutcha sont devenues largement connues, rend l'établissement de l'intention génocidaire beaucoup plus facile à prouver légalement que dans d'autres cas de massacre. The Guardian a également décrit les médias russes, y compris RIA Novosti, comme encourageant le génocide au motif que la résistance ukrainienne à l'invasion était la preuve de leur nazisme. Snyder a fait valoir qu'une analyse des déclarations de Vladimir Poutine sur plusieurs décennies a montré que Poutine avait des intentions génocidaires de longue date contre les Ukrainiens. Snyder a déclaré : « Voir la campagne génocidaire de Poutine, c'est aider certains d'entre nous à comprendre d'où vient cette guerre, où elle va et pourquoi elle ne peut pas être perdue. »
Gregory Stanton, fondateur et chef de Genocide Watch, a déclaré à la BBC qu'il existe des preuves « que l'armée russe a en fait l'intention de détruire partiellement le groupe national ukrainien », ce qui explique les meurtres de civils en plus des combattants et des militaires. Commentant le discours pré-invasion de Vladimir Poutine dans lequel il a déclaré que la guerre de huit ans dans le Donbass ressemblait à un génocide, Stanton a souligné ce que certains chercheurs appellent « en miroir », dans lequel il dit : « Souvent, l'auteur d'un génocide accuse l'autre partie - les victimes ciblées - d'avoir l'intention de commettre le génocide avant que l'auteur ne le fasse. C'est exactement ce qui s'est passé dans ce cas. »

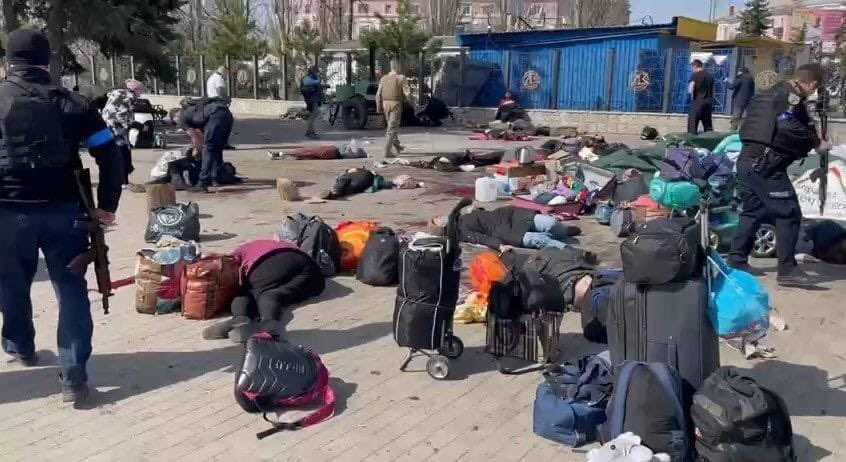
Des corps de victimes du bombardement de la gare de Kramatorsk.

Le journal allemand Der Tagesspiegel a publié un avis juridique de l'avocat Otto Luchterhandt (de), qui fait référence au blocus de Marioupol et à de nombreux crimes de l'armée russe du point de vue du droit international, en particulier, génocide. Dans une interview avec Deutsche Welle concernant des actions révélatrices d'un génocide, il a déclaré :
- « Le premier est l'encerclement de la ville et le fait que depuis le début du mois de mars, les services du côté ukrainien n'ont pas été autorisés à entrer dans la ville pour fournir à la population de la nourriture et les choses les plus nécessaires à la vie. La population est coupée de l'eau, de l'électricité et du chauffage, ainsi que des communications mobiles, qui sont la norme aujourd'hui, c'est-à-dire que les gens sont coupés de la communication avec le monde extérieur. »
- « Le second est le bombardement constant des zones résidentielles et des personnes, et en particulier des institutions médicales, culturelles et autres qui n'ont rien à voir avec le pouvoir ou les installations militaires. Le plus flagrant est en effet une attaque contre un hôpital de Marioupol[37],[38]. Ici, même la propagande russe s'est contredite quand d'abord elle a dit que c'était faux et que ça n'existait pas du tout, puis elle a dit que le quartier général du bataillon, radicaux de droite et des « nazis » auraient été localisés là-bas. »
- « Et de ces faits objectifs, on peut conclure que l'intention subjective des troupes russes ou du président Poutine est de détruire, d'effacer la ville et sa population de la surface de la terre. C'est-à-dire que la population est systématiquement détruite, des actions planifiées sont en cours, et non des bombardements aléatoires. »

Concernant le fait que le terme « génocide » implique la destruction d'un certain groupe ethnique, il a noté : « Oui, parce que nous parlons de la communauté de la ville de Marioupol comme faisant partie de la population ukrainienne, c'est-à-dire la groupe national. Le crime fait référence à la protection contre les actions visant à détruire non seulement l'ensemble du groupe, mais également une partie de celui-ci. »

Professeur agrégé du Département de droit international de l'Institut des relations internationales de l'université nationale Taras Shevchenko de Kiev Zakhar Tropin, sur sa page Facebook a déclaré : 
« Les terribles événements de Boutcha, Irpin et Hostomel (et en général en Ukraine) devrait être examiné et mentionné en relation avec les objectifs de la soi-disant « opération spéciale » de la fédération de Russie. Les dirigeants de l'agresseur en ont parlé directement - la soi-disant « dénazification ». Compte tenu de ce qui a été fait, cela est un appel direct, la planification et la direction du génocide en Ukraine. La logique est simple : les événements de Boutcha, Irpin et Hostomel plus le but de la soi-disant « opération spéciale », « dénazification » = le crime de génocide. » 

### Allégations de preuves insuffisantes de génocide
Aisling Reidy, conseillère juridique principale à Human Rights Watch, a déclaré à Deutsche Welle le 3 avril 2022 qu'à Boutcha, « il y a certainement des crimes de guerre, potentiellement des crimes contre l'humanité, où nous voyons des civils être tués, et clairement tués dans le cadre d'une exécution sommaire », déclarant qu'il est « trop tôt » pour qualifier ce qui s'est passé de génocide.
L'avocate de droit internationale de American University Rebecca Hamilton a déclaré que le terme « génocide » est souvent utilisé par les membres du public « pour décrire une situation qui est horrible, semble inimaginable quand elle semble que des résidents pacifiques soient tués uniquement parce qu'ils sont, dans ce cas, des Ukrainiens. » Hamilton a déclaré que « la définition juridique du génocide est très spécifique, et nous n'avons pas encore atteint le stade où suffisamment de preuves ont été recueillies pour faire une évaluation juridique de la question de savoir si un génocide a eu lieu. »
Juan E. Méndez, professeur de droit des droits de l'homme et ancien conseiller spécial de l'ONU pour la prévention du génocide, a déclaré : « Je pense que cela mérite une enquête. Bien sûr, ce serait une grave erreur d'ignorer le fait que de nombreuses victimes jusqu'à présent étaient clairement des civils, peut-être parce qu'ils étaient Ukrainiens - c'est une origine nationale, une condition qui rentre dans la définition partielle du génocide... Mais que le fait que des civils soient tués n'est pas nécessairement un génocide. »
Jonathan Lieder Maynard, maître de conférences en politique internationale au King's College de Londres, a soutenu que les preuves actuelles sont trop peu claires pour correspondre à la définition stricte de la convention sur le génocide. Il a noté : « Peut-être que ces atrocités auraient pu être un génocide ou pourraient se transformer en génocide à l'avenir, mais les preuves sont encore insuffisantes. » Dans le même temps, Maynard a attiré l'attention sur la rhétorique « profondément troublante » du président russe, qui a nié l'existence historique de l'Ukraine en tant qu'État indépendant. Selon lui, cela illustre la « façon de penser génocidaire » lorsque Vladimir Poutine estime que l'Ukraine « est fausse, donc elle n'a pas le droit d'exister ».
Le directeur du Centre pour l'étude du génocide et des droits de l'homme à l'Université Rutgers, Alexander Hinton, dans une interview avec la BBC a déclaré le 13 avril que « beaucoup [avaient] changé en [la semaine précédente] » et qu'il était « tout à fait probable » que les forces russes commettaient un génocide. Hinton a déclaré que la rhétorique génocidaire de Vladimir Poutine devrait être clairement liée aux atrocités elles-mêmes afin de prouver l'intention génocidaire.

## Investigations

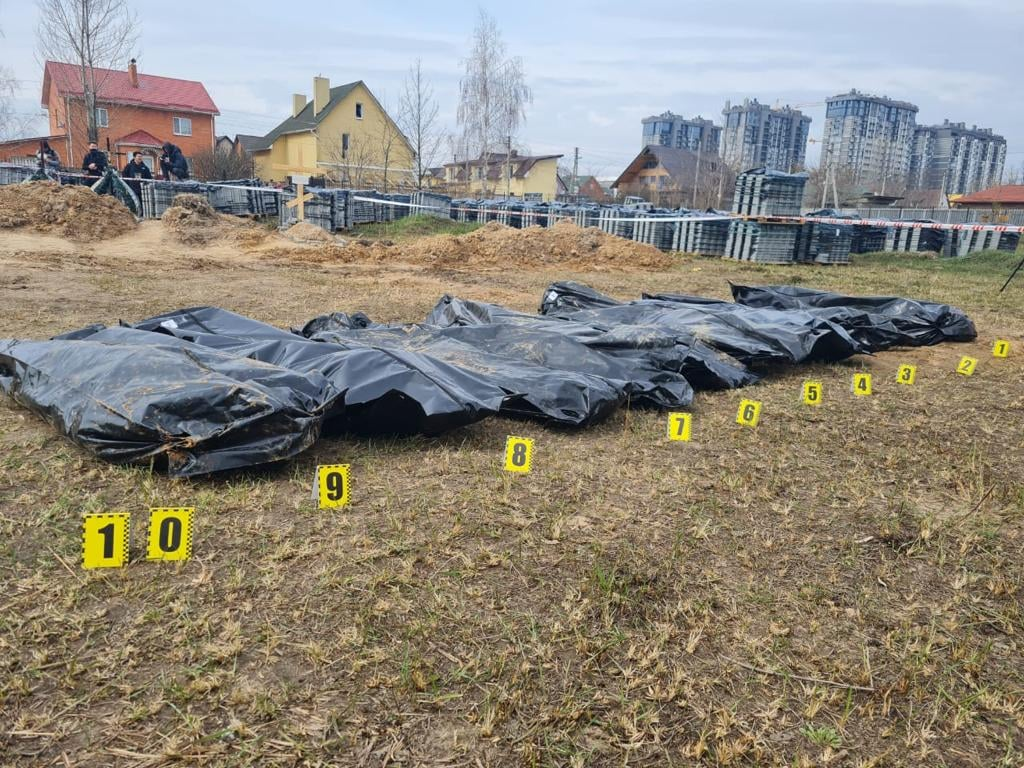
Sacs de couchage contenant à l'intérieur des civils tués à Boutcha, après l'occupation russe de la ville.

Début mars 2022, le procureur général de la Cour pénale internationale, Karim Ahmad Khan, après avoir obtenu des renvois officiels de 39 pays, a entamé la phase d'une enquête complète sur les crimes de guerre, et crimes contre l'humanité ou génocide en Ukraine « par toute personne » depuis novembre 2013. Avant 2022, l'examen préliminaire avait trouvé « des motifs raisonnables de croire que des crimes relevant de la compétence de la Cour ont été commis » et « identifié des cas potentiels serait admissible. »
Le 4 mars 2022, le Conseil des droits de l'homme de l'ONU a créé une Commission d'enquête internationale indépendante sur l'Ukraine sur les violations des droits de l'homme et du droit international humanitaire. D'autres enquêtes sur des crimes de guerre ont également été menées séparément sous compétence universelle, dont les initiateurs étaient des États indépendants.